# Dakoide Sprachen
Die dakoiden Sprachen (kurz Dakoid) bilden eine kleine Untereinheit der nördlichen bantoiden Sprachen, eines Zweiges der Benue-Kongo-Sprachen, die ihrerseits zum Niger-Kongo gehören.
Die drei dakoiden Sprachen werden von etwa 120.000 Menschen in Ost-Nigeria im Taraba- und Adamaua-Staat gesprochen. Die bedeutendste Sprache ist das Dialektkontinuum Samba Daka mit 110.000 Sprechern.
Klassifikation des Dakoid innerhalb des Niger-Kongo
- Niger-Kongo > Volta-Kongo > Benue-Kongo > Ost-Benue-Kongo > Bantoid-Cross > Bantoid > Nord-Bantoid > Dakoid

Die dakoiden Sprachen
- Dakoid
  - Samba Daka (Chamba Daka) (110 Tsd.)
    - Dialekte: Samba Daka, Samba Jangani, Samba Nnankenyare, Mapeo Samba, Taram, Dirim, Lamja-Dengsa-Tola

  - Dong (Donga) (5 Tsd.)
  - Gaa (Tiba) (10 Tsd.)

Von manchen Forschern wird die Dialektgruppe Lamja-Dengsa-Tola als separate Sprache angesehen.